# Slavětín (Havlíčkův Brod-i járás)
Slavětín település Csehországban, a Havlíčkův Brod-i járásban. Slavětín Oudoleň, Krucemburk, Chotěboř és Havlíčkova Borová településekkel határos. Lakosainak száma 124 fő (2024. január 1.).

## Népesség
A település lakosságának változását az alábbi diagram mutatja:
| Lakosok száma | 272  | 244  | 276  | 208  | 137  | 95   | 116  | 121  | 111  | 124  |
|               | 1869 | 1890 | 1921 | 1950 | 1980 | 2001 | 2017 | 2019 | 2022 | 2024 |